# 安德烈亞斯·維恩海姆
安德烈亞斯·維恩海姆（德語：Andreas Vindheim；1995年8月04日—）是一位挪威足球運動員，維恩海姆出生于卑尔根，在場上的位置是右後衛。他現在效力於布拉格斯巴達。